# Hamman-Zeichen
Das Hamman-Zeichen (englisch Hamman’s sign, auch Hamman’s crunch) ist ein klinisches Zeichen für ein spontanes Mediastinalemphysem oder einen linksseitigen Pneumothorax. Es ist pathogenetisch nicht vollständig was das Hamman-Zeichen verursacht, doch es wird angenommen, dass das kontrahierende Herz die Luft im Thorax hin- und herbewegt und es so zu diesem Phänomen kommt. Bei dem Hamman-Zeichen handelt es sich um ein auskultatorisch, pulssynchrones „Klicken“ oder „Gluckern“. Das Geräusch ist meist systolisch und über dem Herzen am besten zu hören und wird daher von den Patienten oft als „Herzversagen“ gedeutet. Aufgrund seiner Seltenheit und wird das Hamman-Zeichen oft falsch interpretiert.
Das Hamman-Zeichen kann bei etwa der Hälfte der Patienten mit spontanem Mediastinalemphysem nachgewiesen werden.
Da das Hamman-Zeichen auf ein Mediastinalemphysem oder Pneumothorax hinweist, jedoch nicht zur eindeutigen Diagnose ausreicht, sollte weitere Diagnostik, z. B. ein Röntgen-Thorax, durchgeführt werden.
Das Zeichen wurde benannt nach dem amerikanischen Internisten Louis Virgil Hamman (1877–1946), der das Zeichen 1939 erstmals beschrieb.